# Andrea Lykke Oehlenschlæger
Andrea Lykke Oehlenschlæger (* 11. August 1997 in Addis Abeba, Äthiopien) ist eine dänische Sängerin und Musicaldarstellerin.

## Leben und Wirken
Andrea Lykke Oehlenschlæger wurde gemeinsam mit ihrer Zwillingsschwester, der Musikerin Saba, in der äthiopischen Hauptstadt Addis Abeba geboren. Im April 1998 wurden die Schwestern im Alter von acht Monaten von einem dänischen Ehepaar adoptiert und wuchsen fortan in der westdänischen Kleinstadt Ringkøbing auf. Nach ihrem Schulabschluss zog sie nach Kopenhagen, wo sie eine Gesangsausbildung absolvierte.
Oehlenschlæger trat in verschiedenen Theaterhäusern in ganz Dänemark in verschiedenen Musicals auf, zum Beispiel als Dionne in Hair am Østre Gasværk Teater und im Musikhuset Aarhus oder in der Hauptrolle Rachel Marron in Bodyguard. Ende 2023 sang sie an mehreren Abenden als Solistin, begleitet vom Dänischen Radio-Sinfonieorchester im DR Koncerthuset. In Deutschland gastierte sie 2023 unter anderem mit den Thüringer Symphonikern unter der Leitung von Oliver Weder.
Als Sängerin veröffentlichte sie seit 2021 mehrere Songs.
2022 nahm sie an der Fernsehshow Vild med dans teil, der dänischen Version von Let’s Dance.
Oehlenschlæger ist seit 2022 mit dem Musiker Ludvig Brygmann verheiratet, mit dem sie eine Tochter (* 2023) hat.

## Diskografie (Auswahl)
- Hollywood Gala mit dem Dänischen Radio-Sinfonieorchester (EuroArts; 2022)[12]